# Stronsdorf
Stronsdorf is een gemeente in de Oostenrijkse deelstaat Neder-Oostenrijk, gelegen in het district Mistelbach (MI). De gemeente heeft ongeveer 1700 inwoners.

## Geografie
Stronsdorf heeft een oppervlakte van 48,15 km². Het ligt in het noordoosten van het land, ten noorden van de hoofdstad Wenen en ten zuiden van de grens met Tsjechië.
Altlichtenwarth · Asparn an der Zaya · Bernhardsthal · Bockfließ · Drasenhofen · Falkenstein · Fallbach · Gaubitsch · Gaweinstal · Gnadendorf · Großebersdorf · Großengersdorf · Großharras · Großkrut · Hausbrunn · Herrnbaumgarten · Hochleithen · Kreuttal · Kreuzstetten · Laa an der Thaya · Ladendorf · Mistelbach an der Zaya · Neudorf im Weinviertel · Niederleis · Ottenthal · Pillichsdorf · Poysdorf · Rabensburg · Schrattenberg · Staatz · Stronsdorf · Ulrichskirchen-Schleinbach · Unterstinkenbrunn · Wildendürnbach · Wilfersdorf · Wolkersdorf im Weinviertel
- Gemeinsame Normdatei: 4526887-3
- Virtual International Authority File: 249391610
- WorldCat: E39PBJqqBRHytM6y6yTfhGWqwC